# Imerinaea madagascarica
Imerinaea madagascarica Schltr., 1924 è una pianta appartenente alla famiglia Orchidaceae, endemica del Madagascar. È l'unica specie del genere Imerinaea Schltr..

## Descrizione
È una specie erbacea geofita, con fusto eretto, alto sino a 28 cm, dotato di un corto rizoma e di pseudobulbi cilindrici, da cui si diparte una singola foglia ligulato-lanceolata, lunga 10–15 cm, con apice acuminato.

I fiori, gialli con apici rosso porpora, da 1 a 5, sono riuniti in una infiorescenza racemosa terminale. Il labello è obovato, con margini ondulati, pubescente alla base; il gimnostemio è sottile e contiene 4 pollinii. Fiorisce dalla fine della primavera all'autunno.

## Distribuzione e habitat
È un endemismo del Madagascar.
Cresce nella foresta pluviale montana, da 1000 a 1500 m di altitudine.